# North Meade (Dakota del Sur)
North Meade es un territorio no organizado ubicado en el condado de Meade en el estado estadounidense de Dakota del Sur. En el Censo de 2010 tenía una población de 418 habitantes y una densidad poblacional de 0,16 personas por km².

## Geografía
North Meade se encuentra ubicado en las coordenadas 44°52′1″N 102°25′11″O / 44.86694, -102.41972. Según la Oficina del Censo de los Estados Unidos, North Meade tiene una superficie total de 2574.1 km², de la cual 2564.83 km² corresponden a tierra firme y (0.36%) 9.25 km² es agua.

## Demografía
Según el censo de 2010, había 418 personas residiendo en North Meade. La densidad de población era de 0,16 hab./km². De los 418 habitantes, North Meade estaba compuesto por el 97.61% blancos, el 0.48% eran afroamericanos, el 0.96% eran amerindios, el 0% eran asiáticos, el 0% eran isleños del Pacífico, el 0.24% eran de otras razas y el 0.72% pertenecían a dos o más razas. Del total de la población el 1.2% eran hispanos o latinos de cualquier raza.